# Primm (Nevada)
Primm es un área no incorporada ubicada en el condado de Clark en el estado estadounidense de Nevada.

## Geografía
Primm se encuentra ubicado en las coordenadas 35°36′46″N 115°23′25″O / 35.61278, -115.39028.